# Sony Xperia XZ2 Premium
Sony Xperia XZ2 Premium是索尼行動通訊於2018年4月16日在官方網站所公開的高階智慧型手機，為第三代Premium机型，並於7月份在中國大陸、臺灣、香港及澳門發售。其主要特色是搭載了4K（2160×3840）HDR显示屏並且可以拍攝4K HDR的影片，為世界首款能夠直接拍攝4K HDR影像並檢視的行動裝置，對比前代XZ Premium顯示螢幕提升至5.8寸。Xperia XZ2 Premium採用16:9螢幕比例，所以也是XZ2系列唯一一款非18:9比例款式的手機。SOC配备高通骁龙845，6GB RAM及64GB UFS存储的组合，运行Android Oreo作業系統，支持无线充电及IP65/68防水防尘。
同期競爭對手為三星Galaxy S9、S9+、HTC U12+、LG V30s ThinQ、LG V35 ThinQ和華為P20系列。
Xperia XZ2 Premium亦为Xperia系列最后一部Premium机型，后续4K机型由Xperia 1继任。

## 硬件
Xperia XZ2 Premium为Xperia系列首次採用雙鏡頭的机型，使用自家的Motion Eye Dual方案。主鏡頭為一個1900萬像素，1/2.3吋Motion Eye相機和F1.8光圈；副鏡頭為一個1200萬像素，1/2.3吋Exmor RS黑白相機F1.6光圈輔助拍照。這次不同於以往直接採用高通Hexagon處理器方案，特別另外設計「AUBE即時影像處理晶片」處理攝錄影像的數位訊號。雙鏡頭除了帶來景深模擬以及更好的黑白照片拍攝效果，還可以將黑白影像與彩色影像疊合運算，以提升照片的對比、細節與畫質表現，雙鏡頭的搭配型態類似近年來華為P系列等旗艦機所採用的概念。同時這也讓Xperia XZ2 Premium的攝影和拍照的感光度分別提升至ISO12800和ISO51200。

## 外部連結
- Xperia XZ2 Premium–官方網站 - Sony Mobile (香港)（页面存档备份，存于）

| 前任： Xperia XZ Premium | Xperia XZ2 Premium 2018 | 繼任： -- |